# Замок Бельвер
Замок Бельвер (кат. Castell de Bellver) — замок в городе Пальма на острове Мальорка, Испания. Стоит на горе высотой 112 м в 2,5 км от центра Пальмы. Возведён в готическом стиле в 1300—1311 годах в качестве летней резиденции короля Хайме II.

## История
В 1229 году король Арагона Хайме I взял Пальму. Спустя 6 лет, в 1235 году он короновался также как король Мальорки. После смерти Хайме I в 1276 году его владения были разделены между сыновьями. Младший сын Хайме II также унаследовал и титул короля Майорки.
В 1300 году Хайме II поручил архитектору Пере Сальве строительство замка. Основная часть укрепления была построена до 1311 года. Над интерьером работал художник Франсиско Кабальти. В строительстве использовался песчаник, добытый у подножия горы, на котором стоит замок. Прообразом замка считается древняя крепость Иродион на Западном берегу реки Иордан, которая также имеет круглую форму и четыре башни — одну главную большую и три малых. В 1343 году Педро IV Арагонский завоевал Мальорку и начал осаду замка. В 1344 году Мальорка была присоединена к Арагону. Тогда в замке содержались сторонники последнего короля Мальорки Хайме III, в том числе и его вдова с сыновьями. В 1391 году во время крестьянского восстания замок был осажден, осада была успешно отбита. В 1394 году король Арагона Хуан I прятался в замке от чумы, охватившей его континентальные владения.
В XVII веке замок был модернизирован для использования артиллерии. В 1713 году с северной стороны надстраивается крытый бастион. С XVIII века замок использовался в качестве тюрьмы для политических преступников. Самым знаменитым политическим заключенным начале XIX века был испанский политик, писатель Гаспар Мельчор де Ховельянос, который и сделал первое научное описание замка. Здесь в юности скрывался французский физик Франсуа Араго, обвиняемый народом в шпионаже. Здесь был казнен генерал Луис де Ласи (1817). 
В 1931 году замок был передан муниципалитету Мальорки для создания музея. В 1936 году замок вновь преобразован в тюрьму. Шоссе, ведущее к замку, прокладывалось руками 800 заключенных — участников мятежа против республиканского правительства 1936 года. С 1976 года в нём находится Музей истории города. В музее представлена экспозиция, посвященная истории Пальмы от первых поселенцев до Средневековья. Она включает коллекцию классических скульптур кардинала Деспуча. Внутренний двор приспособлен для проведения различных развлекательных мероприятий. В замке проходит, в частности, фестиваль классической музыки с участием Симфонического оркестра Балеарских островов.

## Описание
Замок имеет необычную форму. Круглый в плане, он сориентирован по сторонам света. Главная башня расположена строго на север. Три большие подковообразные башни ориентированы по трем другим сторонам света, 4 малые башни указывают на северо-запад, северо-восток, юго-запад и юго-восток.
Главная башня имеет высоту 4 этажа и 25 м расположена строго на север, её — диаметр 12 м, с крышей цитадели замка её соединяет арочный мост длиной 7 м. Венчает башню кольцо из 38 машикулей. Высота нижнего этажа, который использовался как темница — 5 м.
Цитадель замка имеет диаметр около 50 м. По периметру проходит двухъярусная галерея. Круглые арки первого этажа поддерживает 21 колонна, острые парные арки второго — 42 восьмиугольные.
Кольцеобразное здание также имеет два этажа. На первом размещались хозяйственные помещения и жилье прислуги. Здесь нет окон, только узкие бойницы. На втором находились королевские покои, официальные помещения, кухня и часовня. Этажи соединены между собой маленькими винтовыми лестницами.
Крыша замка плоская. Раньше по её периметру шли зубцы, однако их убрали при реконструкции в XVII веке.
Главный вход в цитадель замка находится рядом с северо-западной башенкой, к нему ведёт мост, имеющий форму буквы Г, таким образом, тот, кто входит в замок поворачивается спиной к главной башне. Ещё один вход, устроенный так же, размещен у юго-западной башенки.
Главный вход в замок находился с северо-западной стороны и проходил через барбакан. Современный вход находится с северо-восточной стороны.